# Emil Colerus von Geldern
Emil Silvester Colerus von Geldern (31. prosince 1856 Lublaň – 30. ledna 1919 Vídeň) byl rakousko-uherský generál. Od roku 1877 sloužil v armádě jako důstojník pěchoty u různých jednotek, uplatnil se také jako vojenský pedagog a štábní důstojník. V roce 1914 se stal velitelem 3. armádního sboru a generálem pěchoty. Se svým sborem se na začátku první světové války zapojil do bojů na východní frontě, kde však nebyl příliš úspěšný, v roce 1915 byl odvolán a odeslán do penze.

## Životopis

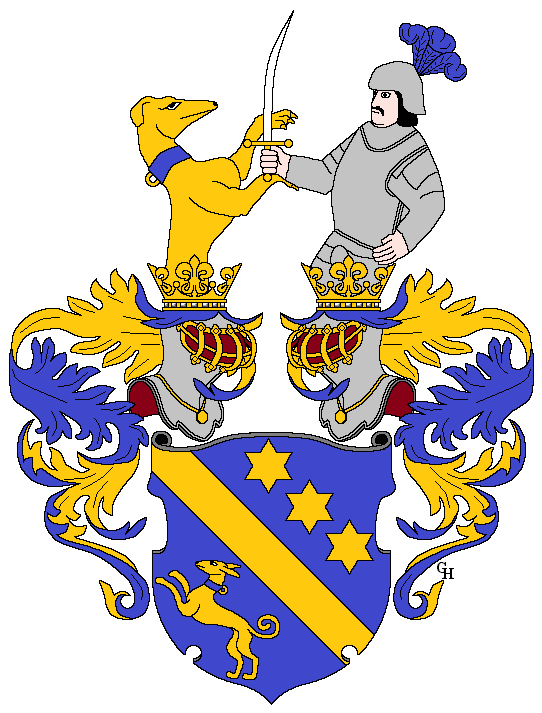
Erb rodu Colerus von Geldern

Měl původ v nizozemské rodině usazené od poloviny 18. století v Rakousku, byl synem důstojníka Thaddäuse Coleruse povýšeného v roce 1878 do šlechtického stavu s predikátem von Geldern. Stejně jako jeho tři bratři se rozhodl pro vojenskou dráhu. Studoval nejprve v Sankt Pölten, poté na Tereziánské vojenské akademii ve Vídeňském Novém Městě. Do služby nastoupil v roce 1877 jako poručík u 44. pěšího pluku v Mostaru, s nímž se zúčastnil okupace Bosny a Hercegoviny (1878). Poté si ještě doplnil vzdělání na Vojenské akademii ve Vídni a od roku 1884 byl důstojníkem u generálního štábu. Krátce sloužil v Šoproni a také na ministerstvu války ve Vídni, uplatnil se též jako vojenský pedagog a jako odborný asistent působil na vídeňské Vojenské akademii. Mezitím postupoval v hodnostech (kapitán 1897, major 1894, podplukovník 1896). V roce 1897 se vrátil ke 44. pluku, kde začínal.
V letech 1900–1906 byl náčelníkem štábu VII. armádního sboru v Temešváru, mezitím dosáhl hodnosti plukovníka (1900). V roce 1906 krátce velel v Košicích a v hodnosti generálmajora se téhož roku stal velitelem pěší brigády ve Vídni. Od roku 1909 byl velitelem divize ve Štýrském Hradci a v roce 1910 byl povýšen na polního podmaršála.
V lednu 1914 byl jmenován vrchním velitelem 3. armádního sboru ve Štýrském Hradci, v květnu téhož roku byl povýšen na generála pěchoty. Na začátku první světové války se 3. armádní sbor stal součástí vojsk pod velením generála Kövesse na východní frontě a zúčastnil se bojů o Halič. Mezitím se 3. sbor stal součástí 2. armády generála Boroeviće. Po pokusech o dobytí Přemyšlu a bojích v Karpatech ustoupil do defenzívy. Po neúspěšné karpatské ofenzívě na začátku roku 1915 byl Colerus odvolán z čela 3. armádního sboru a převeden do stavu disponobility, k datu 1. září 1915 byl penzionován.
V roce 1897 obdržel Vojenský záslužný kříž a v roce 1904 Řád železné koruny III. třídy. Za 35 let služby získal rytířský kříž Leopoldova řádu (1912). Na začátku první světové války se stal nositelem Řádu železné koruny s válečnou dekorací (1914). Mimo Rakousko-Uhersko získal komandérský kříž pruského Řádu červené orlice (1908). Již mimo aktivní službu byl v roce 1917 jmenován c. k. tajným radou.
Jeho starší bratr Egmont (1852–1910) byl podplukovníkem a nositelem Řádu železné koruny. Další bratr Wendelin (1861–1937) dosáhl za první světové války hodnosti generálmajora. Nejmladší z bratrů Oskar (1866–1909) byl v armádě kapitánem, sloužil v Praze, kde je také pohřben. V následující generaci z rodiny vynikl Egmont Colerus von Geldern (1888–1939), který se prosadil jako spisovatel a byl dlouholetým úředníkem rakouského statistického úřadu.